# Abbaye de Sorø
L'abbaye de Sorø est une abbaye de l'Ordre cistercien située dans la localité de Sorø dans le centre-nord de la région de l'île de Seeland au Danemark.

## Histoire
En 1142, un noble descendant de Vikings, Asser Rig, fonde une abbaye bénédictine. Mais il meurt en 1151 et c'est l'évêque de Lund, Absalon, qui développe véritablement cette abbaye et la convertit en abbaye cistercienne.
Saxo Grammaticus résida dans cette abbaye et y rédigea son Gesta Danorum. Il écrivit également les seize volumes de la chronique danoise d'Absalon.
En 1247, l'abbaye de Sorø subit un grave incendie. Elle fut reconstruite une dizaine d'années plus tard.
En 1536, en raison de la Réforme protestante, l'abbaye devint un refuge pour de nombreux moines.
En 1555, l'abbaye accueille les moines chassés de l'abbaye d'Esrum.
En 1580, l'abbaye de Sorø devint propriété de la Couronne danoise.
En 1584, l'abbaye fut transformée en Académie pour jeunes gens de la Noblesse danoise. Elle devint plus tard la bibliothèque de l'Académie de Soro.

## Description et architecture
L'architecture reprend le style gothique en cours à cette époque dans le Saint-Empire romain germanique. L'église de l'abbaye est notamment connue pour les armoiries peintes sur les murs de la nef, appartenant aux différents bienfaiteurs de l'établissement religieux.
Accueillant la tombe de son principal promoteur, l’archevêque Absalon,  l'abbaye de Sorø est le lieu de sépulture pour plusieurs souverains danois :
- Christophe II ;
- Valdemar IV ;
- Oluf III ;
- Marguerite Ire qui fut par la suite inhumée dans la cathédrale de Roskilde.